# Antonio Vidal (coronel)
Antonio Vidal (siglo XVII, Ribera de Ebro – XVIII) fue un militar español al servicio de los Tres Comunes durante la Campaña de Cataluña (1713-1714). 
Originario de la comarca de la Ribera de Ebro, en 1713 los Tres Comunes de Cataluña le concedieron patente de coronel para que levantara a su costa un regimiento de miquelets fuera de Barcelona. Su zona de combate fue el campo de Tarragona y las montañas de Prades y Tivisa. Tenía bajo sus órdenes al capitán Pere Joan Barceló y hostilizó a las tropas del brigadier Bustamante. Murió el 30 de agosto de 1714 durante el ataque a Falset y el 17 de septiembre, aún sin noticias de la caída de Barcelona, sus tropas continuaban combatiendo a las tropas borbónicas en el collado de Balaguer. 